# Goszczyn (plaats)
Goszczyn is een dorp in het Poolse woiwodschap Mazovië, in het district Grójecki. De plaats maakt deel uit van de gemeente Goszczyn en telt 920 inwoners.